# Dawn Upshaw
Dawn Upshaw (Nashville, Tennessee, Estados Unidos, 17 de julio de 1960) es una relevante soprano soubrette estadounidense. 
Destacada por su habilidad para abarcar toda clase de interpretaciones, desde ópera hasta canción artística, su repertorio se extiende desde música barroca hasta música contemporánea. 
Varios compositores, tales como John Harbison, Esa-Pekka Salonen, Osvaldo Golijov y Kaija Saariaho, han escrito para ella.

## Biografía
Comenzó su carrera como cantante en Rich East High School en Park Forest, Illinois.
Se graduó en 1982 en la Universidad Wesleyan de Illinois, y partió a estudiar canto con Ellen Faull en la Escuela de Música de Manhattan, en Nueva York, obteniendo su título en 1984.
Asistió también a cursos dictados por Jan DeGaetani en la Escuela de Música de Aspen, Colorado.
En 1984 ganó las audiciones de Jóvenes Artistas de Concierto y en 1985 la Competencia Walter M. Naumburg. Fue miembro del Programa de Desarrollo de Jóvenes Artistas del Metropolitan Opera, teatro en donde ha realizado casi 300 presentaciones.
Obtuvo fama internacional en 1993 con la exitosa Sinfonía nº3 de Henryk Górecki, conocida como la Sinfonía de las Canciones Dolorosas (Symfonia pieśni żałosnych).
En los años noventa, interpretó las premieres de más de 25 nuevas obras, y encarnó varios trabajos creados para ella, entre los que se citan L'amour de loin de Kaija Saariajo, El gran Gatsby de John Harbison, el oratorio de Navidad El niño de John Coolidge Adams y de Osvaldo Golijov, la ópera de cámara Ainadamar - basada en la vida de Margarita Xirgú -y el ciclo de canciones Ayre.
Sumado a sus grabaciones de ópera, interpretó el rol protagónico en la primera grabación completa de Oh, Kay! de Gershwin. Grabó además un álbum de canciones de Vernon Duke.
De su trabajo junto a James Levine, en 1997, surgió un disco de canciones de Debussy.
Realiza giras regularmente con el pianista Richard Goode. También los músicos Margo Garrett y Gilbert Kalish la han acompañado en varias oportunidades. Trabajó junto con el director Peter Sellars varias veces, incluyendo su puesta de Theodora de Händel en Glyndebourne, The Rake's Progress de Stravinsky en París en 1996, la Cantata BWV 199 de Bach, y en el Festival de Salzburgo Saint François d'Assise de Olivier Messiaen(1998)
En 2007 se unió al Saint Paul Chamber Orchestra como Acompañante Artístico, y es Directora Artística del Programa de Graduados en Artes Vocales en el Conservatorio de Música del Bard College, el cual aceptó sus primeros estudiantes en el año 2006. Es además miembro del Centro Musical de Tanglewood (Festival de Tanglewood).
Ha sido distinguida con el Doctorado en Artes, honoris causa, de la Universidad de Yale, la Escuela de Música de Manhattan, la Universidad Wesleyan de Illinois y el Allegheny College.
En el año 2007, Dawn Upshaw fue distinguida por la Fundación MacArthur, cuyo objetivo es reconocer "talentos individuales que hayan mostrado originalidad extraordinarias y dedicación en sus búsquedas creativas y marcada capacidad de auto dirección"
En noviembre de 2006 se le diagnosticó cáncer de mama, con pronóstico favorable.
Dawn Upshaw está casada y es madre de dos hijos. Vive cerca de Nueva York.

## Discografía
Ha participado en una enorme cantidad de grabaciones, entre las que se cuentan: 

### Grabaciones solista
- Ayre (Golijov)/ Folk Songs (Berio) - 2005
- Canciones de Messiaen, Debussy, Golijov & Faure - 2004
- Angels Hide Their Faces(Bach/ Purcell) - 2001
- Homenaje a Jane Bathori, la musa inspiradora - 2000
- Canciones de Debussy, Ravel, Milhaud, Roussel, Honegger, Satie, Koechlin, y Dutilleux - 1999
- Dawn Upshaw sings Vernon Duke (Duke) - 1999
- The World So Wide - Ópera Americana de Adams, Barber, Bernstein, Copland - 1998
- Debussy Forgotten Songs: Dawn Upshaw canta Debussy - 1995
- Dawn Upshaw Sings Rodgers & Hart - 1995
- Luna Blanca - Canciones a Morfeo: Warlock, Handel, Monteverdi, Crawford, Seeger, Schwantner, Dowland, Villa-Lobos, Crumb y Purcell - 1995
- Portrait - Canciones de Copland, Delage, Wolf, Schubert, Mozart, Stravinsky, Kim,Canteloube, Bernstein, Sondheim, Blizstein, y Górecki - 1989/1994
- I Wish It So - Canciones de Blitzstein, Sondheim, Weill, Gershwin, y Bernstein - 1993
- Canciones de Schumann, Schubert, Wolf, y Mozart - 1993
- The Girl with Orange Lips - Canciones de Delage, Falla, Kim, Ravel, y Stravinsky - 1990
- Knoxville: Summer of 1915 (Barber) - incluye también obras de Harbison, Menotti y Stravinsky - 1988
- Dawn Upshaw canta Wolf, Richard Strauss, Rachmaninoff, Ives, y Weill - 1987
- Italienisches Liederbuch (Wolf) - 1996

### Ópera
- Ainadamar (Golijov) – cond: Robert Spano - 2005
- L’amour de loin (Saariaho) – cond: Esa-Pekka Salonen - 2004
- Saint François d’Assise (Messiaen) – cond: Kent Nagano - 1998
- Werther (Massenet) – cond: Kent Nagano - 1997
- Theodora (Handel) – cond: William Christie - 1996
- The Rake's Progress (Stravinsky) – cond: Kent Nagano - 1996
- Orfeo ed Euridice (Gluck) – cond: Donald Runnicles - 1996
- La finta giardiniera (Mozart) – cond: Nikolaus Harnoncourt - 1991
- Chérubin (Massenet) – cond: Pinchas Steinberg - 1991
- Die Zauberflöte (Mozart) – cond: Roger Norrington - 1990
- Le nozze di Figaro (Mozart) – cond: James Levine - 1990
- L'elisir d'amore (Donizetti) – cond: James Levine - 1989
- Lucio Silla (Mozart) – cond: Nikolaus Harnoncourt - 1989
- Ariadne auf Naxos (rev 1916) (R. Strauss) – cond: James Levine - 1986

### Música orquestal
- Tres Canciones (Golijov) – cond: Robert Spano - 2007
- Counterpoise (Druckman) – cond: Wolfgang Sawallisch - 2001
- Chateau de l’âme (Saariaho) – cond: Esa-Pekka Salonen - 2001
- Canciones de Auvernia - Vol. I y II (Canteloube) – cond: Kent Nagano - 1993 (Vol. I) 1997 (Vol. II)
- Chantefleurs et Chantefables (Lutoslawski) – cond: Esa-Pekka Salonen - 1994
- Ocho poemas de Emily Dickinson: Canciones de Aarón Copland - cond: Hugh Wolff - 1993
- La Damoiselle élue (Debussy) – cond: Esa-Pekka Salonen - 1993
- Sinfonía Nº 4 (Mahler) – cond: Christoph Dohnanyi - 1992
- Sinfonía Nº 3 (Gorecki) – cond: David Zinman - 1991
- Cinco canciones arregladas para orquesta por John Adams (Ives)– cond: John Adams - 1989

### Oratorio
- El Niño (Adams) – cond: Kent Nagano - 2001
- La Creación (Haydn) – cond: Robert Shaw - 1992
- Te Deum; Magnificat H.74 (Charpentier) – cond: Neville Marriner - 1990
- Misa Nº 2, en G, D.167 (Schubert) – cond: Robert Shaw – 1988 (con Misa N.º 6 en E-flat, D.950 de Schubert)
- Magnificat, BWV 243 (Bach) & Gloria, in D , R.589 (Vivaldi) – cond: Robert Shaw - 1988

### Música coral
- Navidad con Chanticleer - tradicional - participación como invitada - 2001

### Obras de cámara delsigloXX
- Lyric Suite (Berg) – con The Kronos Quartet - 2003
- Dance on a Moonbeam (Crofut) - 1998
- At First Light: Cantata Coral (Harbison)
- Lonh, para soprano y electrónica (Saariaho) - 1997
- Joe Jackson & Friends: Heaven and Hell - 1996
- Lacrymosa (Yanov-Yanovski) – con The Kronos String Quartet - 1994
- Cuarteto de Cuerdas Nº2, op. 10 (Schoenberg) – con The Arditti String Quartet - 1994
- Good Night (Gorecki) - 1993
- Simple Daylight (Harbison) - Gilbert Kalish, piano - 1991

### Música de teatro
- Bright Eyed Joy (Gordon) - 2001
- Leonard Bernstein's New York (Bernstein) - 1995
- Oh, Kay! (Gershwin) - 1994

## Premios y reconocimientos
- Premio Fundación MacArthur (2007): premio conocido como "genius grant", destacándola como "un nuevo modelo de intérprete directamente comprometido con la creación de música contemporánea."

- Premio Grammy por Mejor Grabación de Ópera (2006): The Atlanta Symphony and Chorus con Dawn Upshaw por Ainadamar (La fuente de las lágrimas), de Osvaldo Golijov.

- Premio Grammy por Mejor Interpretación de Música de Cámara (2003): Kronos Quartet & Dawn Upshaw por Lyric Suite de Berg.

- Premio Grammy por Mejor Solista Vocal Clásico (1991): Dawn Upshaw, por The Girl with Orange Lips (Falla, Ravel, etc.)

- Premio Grammy por Mejor Solista Vocal Clásico (1989): Dawn Upshaw, por Knoxville-Summer of 1915 (Música de Barber, Menotti, Harbison, Stravinsky).